# Centronia sessilifolia
Centronia sessilifolia är en tvåhjärtbladig växtart som beskrevs av Célestin Alfred Cogniaux. Centronia sessilifolia ingår i släktet Centronia och familjen Melastomataceae. Inga underarter finns listade i Catalogue of Life.